# Antimatière (album)
Albums de Jérémie Kisling
Le Ours
(2005)
Antimatière est le troisième album de Jérémie Kisling, sorti en 2009.

## Titres
| 1.    | Antimatière                         | 3:55 |
| 2.    | Nouvel horizon (avec Emily Loizeau) | 4:18 |
| 3.    | Ton papa                            | 2:57 |
| 4.    | Le bec dans l'eau                   | 3:15 |
| 5.    | Rien qu'un ciel                     | 2:41 |
| 6.    | J'ai mal                            | 3:01 |
| 7.    | Prends de l'air                     | 3:50 |
| 8.    | Le sommeil m'épuise                 | 3:32 |
| 9.    | Savon liquide                       | 3:19 |
| 10.   | Reste la même (avec Capucine)       | 3:25 |
| 11.   | Dans ce monde                       | 3:13 |
| 12.   | Antimatière (Épilogue)              | 8:29 |
| 46:04 |                                     |      |